# Offertorio
Offertorio (dal latino offertorium) è un momento della celebrazione eucaristica della Chiesa cattolica e dei servizi della Chiesa anglicana. Esso consiste nell'offerta dei doni all'altare, segue la preghiera dei fedeli e precede la Preghiera eucaristica.
Nella liturgia gallicana il rito dell'offertorio è chiamato sonus, mentre in quella mozarabica sacrificium. 

## Musica
Nella liturgia cattolica, l'offertorio, spesso chiamato anche col suo nome latino offertorium, è anche il nome del canto che accompagna la presentazione e la preparazione dei doni sull'altare per la celebrazione, cantato nel momento dell'offertorio.

Il suo antico nome di antifona ad offerenda ne rivela la forma e la funzione di canto processionale che accompagnava i fedeli mentre portavano le offerte sull'altare.
L'offertorio appartiene al proprio della messa: il suo testo quindi varia a seconda dell'occasione liturgica celebrata.
Di tutti i canti del proprio, è il più misterioso quanto alle sue origini ed alla sua evoluzione, strettamente connesse alla storia complessa del rito delle offerte sull'altare. Inizialmente il canto era di tipo responsoriale, affidato alla schola nella sua esecuzione, secondo lo schema; antifona - versetto - antifona a latere - versetto - antifona. Più tardi, dal IX secolo, la soppressione della processione offertoriale ed una serie di circostanze hanno dimensionato il rito dell'offertorio causando l'abbandono del canto dei versetti e riducendo la lunghezza del canto, mantenendo la sola antifona. In questa forma è documentato nella maggior parte delle fonti manoscritte ed è pubblicato nelle moderne edizioni del graduale. In epoche seguenti, il canto è stato addirittura sostituito dall'organo e da una musica di circostanza.
Quanto al procedimento compositivo è un brano di concezione originale, in uno stile in genere assai ornato, che si avvicina al tratto: i versetti dell'offertorio sono sicuramente tra i più ornati , con una frequente tendenza al melisma, specialmente verso la fine del pezzo.

Particolarità unica nel repertorio gregoriano è la ripetizione del testo, di frasi o di sue parti, o anche di parole singole, come in Vir erat dove la parola quoniam è ripetuta tre volte ed il canto si conclude con l'espressione ut videat bona ripetuta più volte.
Il testo dell'offertorio non sempre manifesta, come nell'introito e nel communio, uno stretto legame con l'occasione liturgica: solitamente tratto dai salmi esprime abitualmente una delle innumerevoli sfaccettature della contemplazione cristiana.